# Natalimyzidae
Famille
Les Natalimyzidae sont une famille de diptères.

## Liste des genres
Selon BioLib (25 mai 2019) :
- genre Natalimyza Barraclough & McAlpine, 2006